# Robert Macharaszwili
Robert Macharaszwili (gruz. რობერტ მახარაშვილი; ur. 6 października 1981 w Tbilisi) – gruziński narciarz alpejski.

## Osiągnięcia

### Igrzyska olimpijskie
| Miejsce | Dzień     | Rok  | Miejscowość    | Konkurencja | Czas biegu | Strata | Zwycięzca         |
| ------- | --------- | ---- | -------------- | ----------- | ---------- | ------ | ----------------- |
| DNF1    | 23 lutego | 2002 | Salt Lake City | Slalom      | 1:41,06    | –      | Jean-Pierre Vidal |

### Mistrzostwa świata
| Miejsce | Dzień     | Rok  | Miejscowość       | Konkurencja | Czas biegu | Strata | Zwycięzca            |
| ------- | --------- | ---- | ----------------- | ----------- | ---------- | ------ | -------------------- |
| DNF2    | 12 lutego | 1999 | Vail/Beaver Creek | Gigant      | 2:19,31    | –      | Lasse Kjus           |
| 30.     | 14 lutego | 1999 | Vail/Beaver Creek | Slalom      | 1:42,12    | +26,96 | Kalle Palander       |
| 38.     | 8 lutego  | 2001 | Sankt Anton       | Gigant      | 2:23,80    | +30,70 | Michael von Grünigen |
| DSQ1    | 10 lutego | 2001 | Sankt Anton       | Slalom      | 1:39,66    | –      | Mario Matt           |
| 67.     | 12 lutego | 2003 | Sankt Moritz      | Gigant      | 2:45,93    | +29,04 | Bode Miller          |
| DNF2    | 16 lutego | 2003 | Sankt Moritz      | Slalom      | 1:40,66    | –      | Ivica Kostelić       |

### Mistrzostwa świata juniorów
| Miejsce | Dzień   | Rok  | Miejscowość | Konkurencja | Czas biegu | Strata | Zwycięzca     |
| ------- | ------- | ---- | ----------- | ----------- | ---------- | ------ | ------------- |
| DNF1    | 1 marca | 1997 | Schladming  | Slalom      | 1:34,80    | –      | Mitja Dragšič |